# باركر كورنينغ
باركر كورنينغ هو سياسي أمريكي، ولد في 22 يناير 1874 في ألباني في الولايات المتحدة، وتوفي بنفس المكان في 24 مايو 1943. نشط حزبياً في الحزب الديمقراطي. وقد انتخب عضو مجلس النواب الأمريكي ‏.